# 兴国寺塔 (博野)
解村兴国寺塔，位于中国河北省保定市博野县解村，1993年7月15日公布为河北省文物保护单位，2006年5月25日公布为第六批全国重点文物保护单位。